# کیوکو کیشیدا
کیوکو کیشیدا (انگلیسی: Kyōko Kishida؛ ‏ ۲۹ آوریل ۱۹۳۰ – ۱۷ دسامبر ۲۰۰۶) هنرپیشه، صداپیشه و نویسنده کودکان اهل ژاپن بود.
از فیلم‌هایی که وی در آن نقش داشته‌است، می‌توان به شاهزاده خانمی از ماه، وضع بشر، بعدازظهر پاییزی، زن در ریگ روان، بوشیدو، حماسه سامورایی، برادر او، آکوتو، داستان کارآگاه و ریکیو اشاره کرد.